# Fotbindning

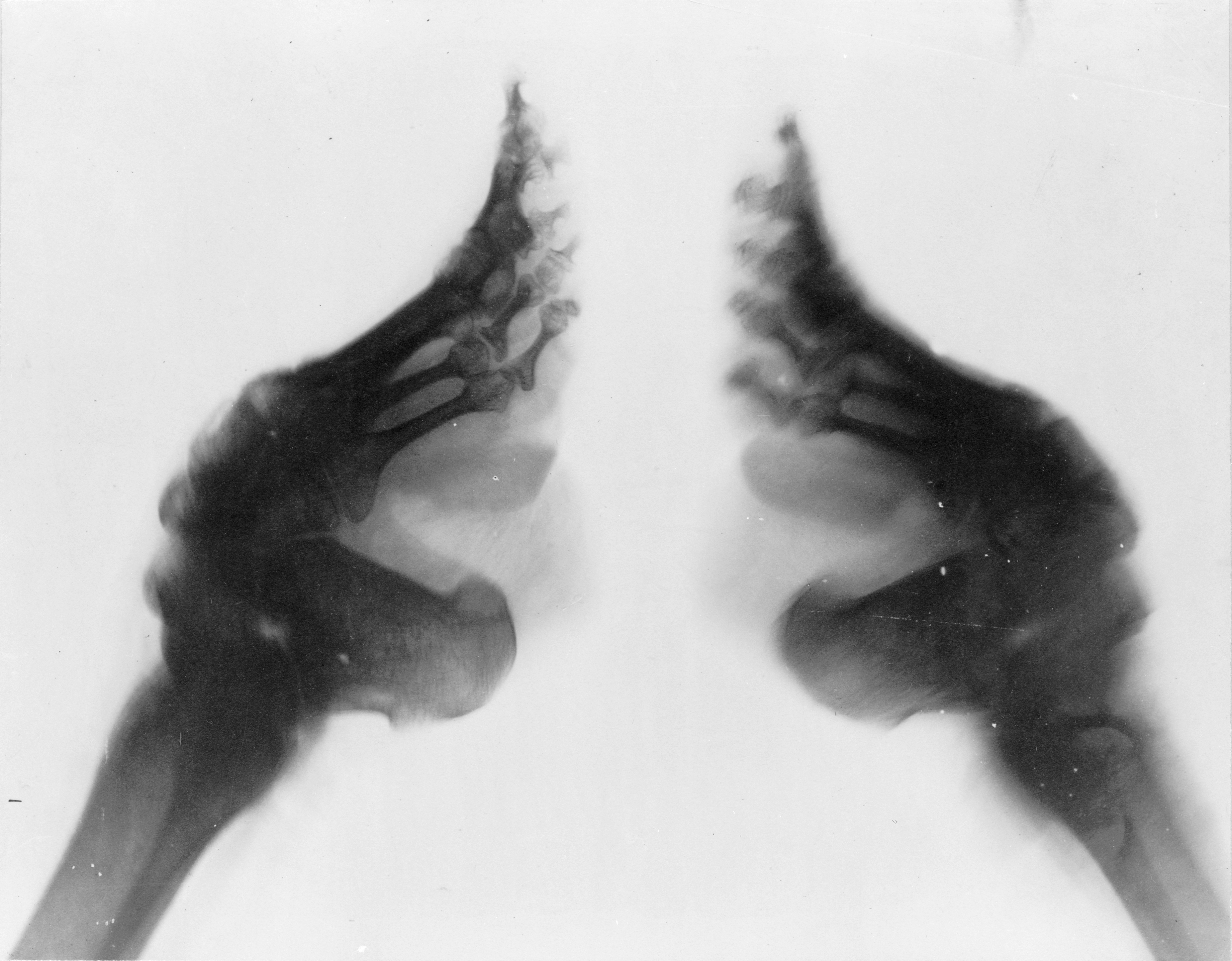
Röntgenbild av bundna fötter

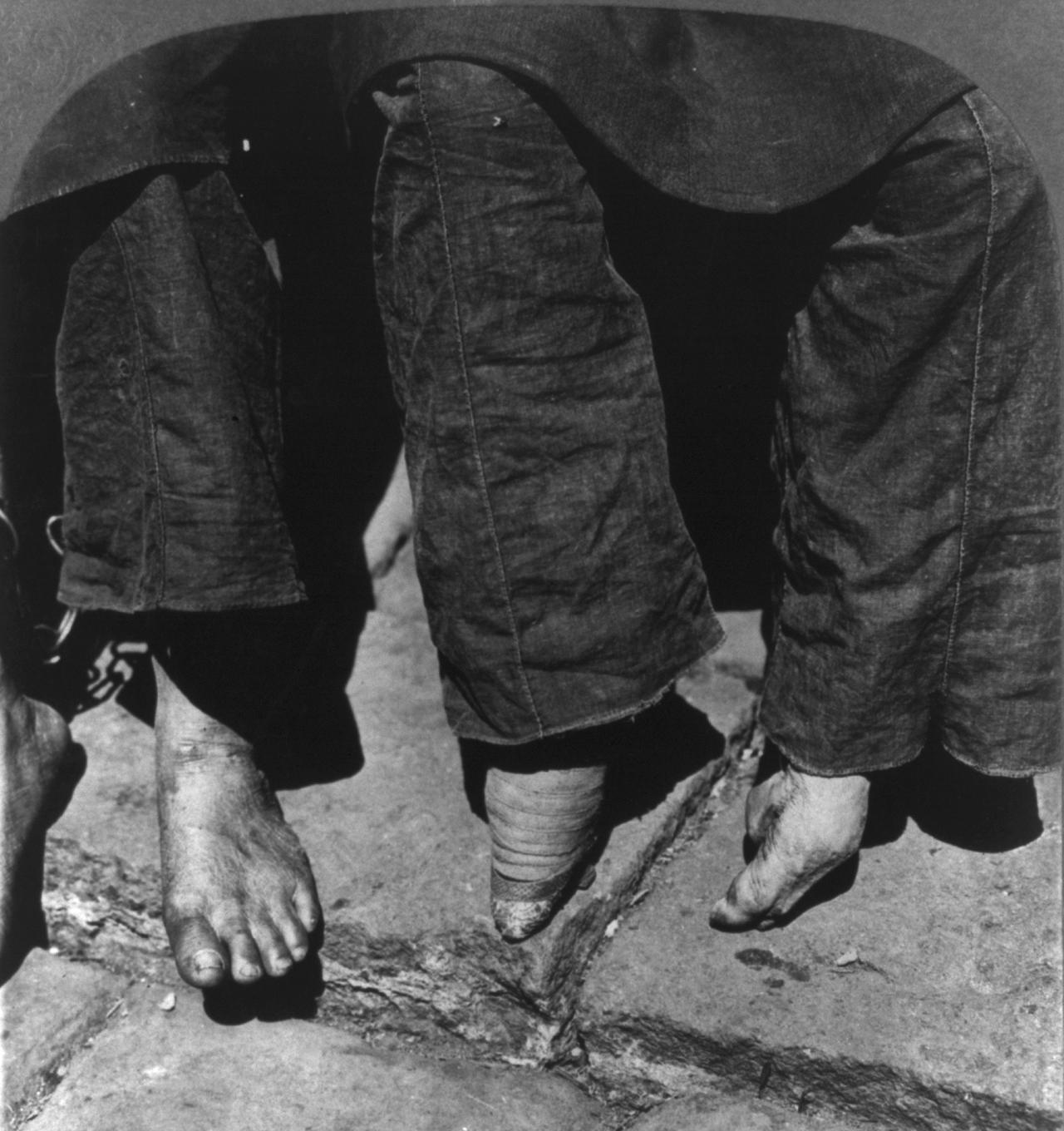
Jämförelse mellan en kvinna med naturliga fötter (vänster) och en kvinna med bundna fötter.

Fotbindning, även lotusfötter eller liljefötter, är en gammal kinesisk sed som gick ut på att bryta sönder och binda unga flickors fötter för att minska deras storlek genom att deformera dem. 

## Historik
Ursprunget har spårats till Södra Tang-dynastins kejsare Li Yu som regerade 961–976; han ska ha begärt att hans konkubin Yao Niang omformade sina fötter till formen av halvmånar genom att binda dem med vitt silke, och sedan framförde en dans med dem på tåspetsarna ovanpå en lotus, något som ledde till att seden spreds bland den dåtida överklassen under Songdynastins tid.  Sedvänjan är säkert bekräftad för första gången från omkring år 1100, och under Mingdynastin (1368-1644) tycks den ha blivit en vanlig norm och ett allmänt ideal. 
Bundna fötter blev en markör för kvinnlig skönhet, då de ansågs skapa en för kvinnor attraktiv gångstil och påstods göra låren bredare och vaginan trängre,  medan naturliga fötter kom att betraktas som "stora fötter" och bryta mot det kvinnliga skönhetsidealet. De bundna fötterna ska också ha betraktats som ett tecken på äktenskaplig trohet och respektabilitet, eftersom en kvinna som hade svårt att röra sig fick svårare att begå äktenskapsbrott, och könen lättare kunde hållas åtskilda.
Bundna fötter kom att ses som ett tecken på hög social status, eftersom en kvinna med lotusfötter var oförmögen att arbeta. Kvinnan med bundna fötter var därmed beroende av sin omgivning, något som signalerade att hennes make och familj var förmögen. En högreståndskvinna med ej bundna fötter hade svårt att bli gift, eftersom hon då ansågs tillhöra en lägre samhällsklass och därmed mindre attraktiv. 
I allmänhet praktiserades denna sedvänja främst av de förmögnare samhällsklasserna samt bland stadsbefolkningen. Det var emellertid vanligt att en fattig familj band fötterna på den äldsta av sina döttrar för att göra det möjligt för henne att bli kurtisan, hustru eller konkubin åt en förmögen man, medan hennes systrar fick kvarbli i föräldrarnas samhällsklass som bondhustrur eller tjänare. 
Sedvänjan skilde sig mellan regioner, då den i norra Kina förekom i alla samhällsklasser, om än i varierande grad, medan den i södra Kina enbart skedde bland överklassen. Seden utövades nästan enbart av hankineser och inte av andra Kinas andra etniciteter. Då Kina erövrades av den manchuiska Qingdynastin 1644 blev bundna fötter ett kännetecken för hankineser som skilde dem från den nya manchuiska överklassen, som inte tillämpade seden. 

### Upphörande
Den manchuiska Qingdynastin försökte upprepade gånger (1636, 1638 och 1664-1668) förbjuda sedvänjan, men misslyckades, och under 1800-talet beräknas nästan hundra procent av de hankinesiska överklasskvinnorna ha haft bundna fötter.  Kvinnorna i den manchuiska överklassen och kejsarhovet tog aldrig upp denna hankinesiska sedvänja och hade aldrig bundna fötter. 
Under Taipingupproret förbjöds fotbindning i de områden rebellerna erövrade, men lagen blev kortvarig då upproret slogs ned. Den första organiserade oppositionen mot fotbindning i Kina startade under 1870-talet genom de västerländska kristna missionärerna. Dessa grundade 1874 sitt första anti-fotbindnings-förening, som följdes av fler, och frågan lyftes sedan av kinesiska kristna. Kinesiska intellektuella kom också att betrakta seden som ett hinder som måste försvinna för att Kina skulle kunna utvecklas och bli starkt nog att försvara sig, och 1883 grundades den första kinesiska första anti-fotbindnings-föreningen av reformatorn Kang Youwei. Den västerländskt inspirerade kvinnorörelsen under Qiu Jin tog också upp frågan vid sekelskiftet 1900. 
Rörelsen mot fotbindning bestod huvudsakligen av tre kategorier: kristna missionärer med fokus på kristna kineser; sekulära västerlänningar med fokus på den icke-kristna kinesiska överklassen, och kineser med fokus på den icke-kristna kinesiska överklassen. Den första föreningen mot fotbindning var Heavenly Foot Society en kristen missionsförening grundad av John Macgowan från London Missionary Society 1874. Den första inhemska kinesiska föreningen var Foot Emancipation Society grundad 1887. År 1895 grundades den första sekulära västerländska föreningen, The Tian Zu Hui (Natural Foot Society) av Alicia Little, som uppnådde stor framgång. Den största kinesiska föreningen i frågan var Pu'ch'an-tsu hui (Antifootbinding Society), som grundade en mängd lokalföreningar och hade 300.000 medlemmar.
Från 1800-talets andra hälft började seden med bundna fötter bli omodern bland kristna eller västerländskt bildade kineser, och bland dessa blev det modernt att sluta binda sina döttrars fötter och gifta bort sina söner med flickor som hade bundna fötter. 
Änkekejsarinnan Cixi förbjöd fotbindning år 1902. Detta förbud kunde dock inte tillämpas och upphävdes igen. Seden förbjöds slutgiltigt år 1912 efter avskaffandet av monarkin och införandet av Republiken Kina. Den betraktades då av Fjärde maj-rörelsen som ett symbol för Kinas efterblivenhet. Den politiska instabiliteten i Kina under de följande åren gjorde att det nationella förbudet inte kunde tillämpas effektivt, men många av de lokala regeringarna införde sina egna förbud, och i de flesta provinser kom bundna fötter att bli sällsynta på kvinnor födda under eller efter 1910-talet. Seden fortsatte dock att förekomma särskilt på landsbygden till in på 1940-talet då den förbjöds helt av Mao Zedong efter det kommunistiska maktövertagandet 1949. 
Äldre kvinnor med bundna fötter förekommer fortfarande, speciellt på landsbygden där seden fortfarande förekom under den tid den bara var förbjuden i städerna. Sedan Mao Zedongs ledning av landet har seden med lotusfötter hört till det förgångna i och med den nya politikens kommunistiska inriktning vilken förespråkar arbete.
Speciella lotusskor tillverkas än idag, men då endast på beställning.

## Process
Bindningen skedde normalt vid ungefär 6 års ålder, ofta under vintern för att låta kylan i marken lindra smärtan. Att bindningen skedde så tidigt berodde på att skelettet ännu inte hade hunnit bli så hårt eftersom kroppen växer så fort då. Således kunde foten snabbt växa in i den nya formen.
Processen tog flera år och inleddes med att man först klippte av tånaglarna, sedan bröt av alla tårna innan man hårt lindade ihop foten, från tårna mot hälen, så gott det gick. Ideallängden på den färdiga foten var cirka 3 tum och för att få benämnas lotus fick foten inte vara längre än 4 tum.

## Medicinska komplikationer
En person med bundna fötter är beroende av en käpp för att kunna ta sig fram ordentligt. När fotbindning fortfarande var tillåtet hände det att några blev så hårt snörda att fotvävnaden blev infekterad och dog, varav dödsfall i värsta fall kunde inträffa.
Äldre kvinnor med bundna fötter löper mycket större risk än andra att falla och råka ut för komplicerade benbrott, tex. brott i lårbenshalsen i och med den vingliga och ostadiga gången.